# Truman Capote
Truman Streckfus Persons (Nueva Orleans, 30 de septiembre de 1924-Los Ángeles, 25 de agosto de 1984), más conocido como Truman Capote, fue un novelista, guionista, dramaturgo y actor ocasional estadounidense, ampliamente considerado uno de los mejores de su país. Varios de sus cuentos, novelas y obras de teatro son vistos como clásicos literarios, incluidas las novelas Breakfast at Tiffany's (Desayuno en Tiffany's) (1958) y In Cold Blood (A sangre fría) (1966), a la que calificó de «novela de no ficción». Sus obras han sido adaptadas a más de veinte películas y series de televisión.
Personaje recurrente de los ecos de sociedad, en 1975 Capote desveló detalles íntimos de varias damas VIP de su país en «La Côte Basque 1965», capítulo de adelanto de su novela Plegarias atendidas, y cayó estrepitosamente en un ostracismo social que hubo de agravar sus crisis emocionales y adicciones. Tras una larga etapa de problemas personales falleció en 1984, a causa de una intoxicación por consumo de drogas. 
En 2005, se estrenó la película Capote y al año siguiente Infamous, ambas inspiradas en los años de escritura de A sangre fría. En 2024 se estrenó la serie Feud: Capote vs. The Swans.

## Biografía
Nació en Nueva Orleans, Luisiana, hijo de Lillie Mae Faulk (1905-1954) y el vendedor Archulus Persons (1897-1981), adoptaría el apellido del segundo marido de su madre, José García Capote, un coronel y empresario de las Islas Canarias que residía en Cuba. Fue enviado a Monroeville (Alabama), donde, durante los siguientes cuatro o cinco años, fue criado por los parientes de su madre. En Monroeville, Capote era vecino y amigo de Harper Lee, quien también se convertiría en una autora aclamada y amiga de toda la vida de Capote. Matar a un ruiseñor de Lee probablemente modela la caracterización de Dill sobre Capote. Según sus palabras, empezó a escribir para mitigar el aislamiento sufrido durante su infancia. Comenzó a escribir ficción a los 11 años.
En 1932, asistió a la Trinity School en la ciudad de Nueva York. Luego asistió a la Academia Militar St. Joseph. En 1939, la familia Capote se mudó a Greenwich (Connecticut), y Truman asistió a Greenwich High School , donde escribió tanto para la revista literaria de la escuela, The Green Witch, como para el periódico escolar. Cuando regresaron a la ciudad de Nueva York en 1941, asistió a la Franklin School, una escuela privada del Upper West Side ahora conocida como Dwight School , y se graduó en 1942.  Mientras todavía asistía a Franklin en 1942, Capote  consiguió un trabajo para la revista The New Yorker que consistía, según él, en «seleccionar tiras cómicas y recortar periódicos». Con 21 años abandona la revista y publica una serie de relatos: “Miriam”, “The headless hawk” y “Shut a final door”. Este último fue rechazado por Harper’s Bazaar y publicado en The Atlantic Monthly, lo que lo hizo acreedor al Premio O. Henry. La crítica lo aplaude sin reservas y lo considera un discípulo de Poe. En 1948, a los 23 años, publica su primera novela, Otras voces, otros ámbitos, una de las primeras en las que se plantea de forma abierta el tema de la homosexualidad. Otras novelas suyas son El arpa de hierba (1951) y la famosa Desayuno en Tiffany's (1958), que también sería adaptada al cine por Blake Edwards, con Audrey Hepburn en el papel de Holly Golightly. 
En 1966 escribe A sangre fría, que será su trabajo más celebrado. Con ella acuñaría el término non-fiction-novel, aunque el verdadero creador de este género fue Rodolfo Walsh con su obra Operación masacre, publicada en 1957, que creó un referente para lo que luego sería el nuevo periodismo estadounidense. La novela cuenta el suceso real del asesinato de la familia Clutter. Truman Capote descubrió en el New York Times del 16 de noviembre de 1959 una noticia que inmediatamente le fascinó: un cuádruple asesinato que afectaba a una familia de agricultores de Kansas. Piensa que podrá tratar esta sangrienta noticia en una nueva forma literaria que también permita al autor analizar (o proyectar sobre los asesinos) los motivos de un crimen que el lector está invitado a experimentar por procuración. Consigue que el neoyorquino vaya a investigar el lugar de la tragedia, en Holcomb. Su amiga de la infancia Harper Lee, a quien pidió que lo acompañara, facilita enormemente sus relaciones con la población local del Medio Oeste y le resulta de gran ayuda durante sus trabajos de investigación.
El escritor pasó más de cinco años entrevistando a innumerables testigos, estudiando informes policiales y, tras la detención de los dos asesinos, Perry Smith y Richard Hickock, encontrándolos en prisión gracias a la confianza de Alvin Dewey, el policía encargado de la investigación. Se gana la amistad de los dos prisioneros durante sus visitas. Trabaja sobre estos crímenes acercándose lo más posible a los hechos, describe meticulosamente el escenario del drama. Utiliza el enigma que representan estos cuatro asesinatos salvajes y gratuitos para acercarse al misterio del hombre, dotado de razón pero capaz de lo peor. El título de la obra (A sangre fría) es ambiguo. Se refiere tanto a la actitud de los dos asesinos durante esa noche fatal, como a la de la sociedad que los ejecutó. En abril de 1965, Smith y Hickock fueron ejecutados. 
A sangre fría fue llevada al cine en 1967 por Richard Brooks. Del libro se venderían más de trescientos mil ejemplares, permaneciendo en la lista de los más vendidos del New York Times durante treinta y siete semanas. 
Sus relaciones con el cine se extendieron además a la escritura de guiones, entre los que destaca el de ¡Suspense!, de Jack Clayton (1961). Incluso interpretó un papel en Un cadáver a los postres (Robert Moore, 1976).
En la década de 1950 reanudó su actividad periodística, realizando entrevistas para la revista Playboy. 
Capote fue, además, una personalidad recurrente de los ecos de sociedad, invitado a eventos, fiestas y programas televisivos, por lo que gozó en vida de enorme popularidad. A menudo, sus relatos de madurez se centran en las clases altas neoyorquinas (que él frecuentaba asiduamente), y muchas de ellas se inspiran, de hecho, en personas reales. Seguramente el ejemplo más polémico de esta producción de Capote es "La Côte Basque 1965", capítulo de adelanto de su novela Plegarias atendidas (publicada póstumamente en 1986): este relato vio la luz en 1975, desvelando detalles íntimos de varias damas de la alta sociedad de Estados Unidos, que admiraban al escritor y le habían hecho su confidente. Tachado de traidor, Truman Capote cayó estrepitosamente en un ostracismo social que no previó y que hubo de agravar sus crisis emocionales y adicción al alcohol y drogas. Esta etapa del novelista ha sido tratada en la serie de televisión Feud: Capote vs. The Swans estrenada en 2024.
Capote murió en Bel-Air (Los Ángeles), el 25 de agosto de 1984, a los 59 años. Según el informe forense, la causa de la muerte fue "enfermedad hepática complicada por flebitis e intoxicación por múltiples drogas".

## Orientación sexual
Capote fue abiertamente homosexual. Uno de sus primeros amantes fue su profesor de literatura en el Smith College Newton Arvin, quien ganó el National Book Award por su biografía de Herman Melville de 1951 y a quien Capote dedicó Otras voces, otros ámbitos. Capote pasó la mayor parte de su vida como pareja de Jack Dunphy, también escritor. En su obra, "Querido genio..." Memorias de mi vida conTruman Capote, Dunphy trata de describir al Capote que él conocía y amaba en su relación y a la persona completamente centrada en conseguir el éxito y al final adicta al alcohol y a las drogas que existía de puertas para afuera. Probablemente sea la visión más íntima y profunda de la vida de Capote, fuera de los propios trabajos del autor. Aunque la relación se mantuvo durante la mayor parte de la vida de Capote, parece que en determinados momentos vivieron vidas separadas. Ello permitía que existiera cierta autonomía dentro de la relación y, como menciona el propio Dunphy, "le ahorraba la angustia de ver a Capote beber y drogarse".
Aunque Capote nunca se involucró completamente con el movimiento a favor de los derechos de los homosexuales, su apertura sobre su propia homosexualidad y su fomento en pro de la franqueza por parte de los demás le convirtieron en un actor importante en el ámbito de los derechos de los homosexuales. En su artículo "Capote and the Trillings: Homophobia and Literary Culture at Midcentury", Jeff Solomon detalla un encuentro entre Capote y Lionel y Diana Trilling -dos intelectuales y críticos literarios neoyorquinos- en el que Capote cuestionó los motivos de Lionel, que había publicado recientemente un libro sobre E. M. Forster pero en el que había ignorado la homosexualidad del autor. Solomon argumenta: Cuando Capote se enfrenta a los Trilling en el tren, ataca su identidad como críticos literarios y sociales comprometidos con la literatura como herramienta de justicia social, capaces de cuestionar tanto sus propias ideas preconcebidas como las de su sociedad, y sensibles a los prejuicios en virtud de su herencia y, en el caso de Diana, por su género.

## Amistad con Harper Lee
Capote basó el personaje de Idabel de su libro Otras voces, otros ámbitos en su vecina de Monroeville y mejor amiga, Harper Lee. En una ocasión, reconoció: 
«El señor y la señora Lee, la madre y el padre de Harper Lee, vivían muy cerca de mi casa y ella era mi mejor amiga. ¿Has leído su libro, Matar a un ruiseñor, que tiene lugar en el mismo pequeño pueblo de Alabama donde vivíamos? Soy un personaje de ese libro. Su padre era abogado y ella y yo solíamos ir a los juicios juntos todo el tiempo cuando éramos niños. Íbamos a los juicios en vez de ir al cine».
Una versión lo muestra celoso de Lee porque ella ganó el Premio Pulitzer que él nunca obtuvo; por lo que llegó a decir que él había escrito la novela de ella Matar a un ruiseñor, cosa que la familia Lee niega y se lo atribuye a sus borracheras.

## Obras
| Año  | Título                                            | Notas |
| ---- | ------------------------------------------------- | --- |
| 1945 | «Miriam»                                          | Cuento publicado en la revista Mademoiselle.                                                                                        |
| 1948 | Otras voces, otros ámbitos                        | Novela. |
| 1949 | Árbol de noche y otras historias                  | Cuentos. |
| 1950 | Una guitarra de diamantes                         | Cuentos. |
| 1951 | El arpa de hierba                                 | Novela. |
| 1952 | El arpa de hierba                                 | Obra de teatro. |
| 1953 | Beat the Devil                                    | Guion. |
| 1954 | Casa de flores                                    | Musical. |
| 1956 | The Muses Are Heard                               | No ficción. |
| 1956 | Un recuerdo navideño                              | Cuento publicado en la revista Mademoiselle y como libro de regalo en 1966.                                                         |
| 1957 | «El duque en sus dominios»                        | Retrato de Marlon Brando publicado en The New Yorker; publicado nuevamente en New Yorker Profiles 1925-1992: A Bibliography (2001). |
| 1958 | Desayuno en Tiffany's                             | Novela. |
| 1961 | ¡Suspense!                                        | Guion basado en la novela Una vuelta de tuerca, de Henry James.                                                                     |
| 1963 | Escritos selectos de Truman Capote                | Antología retrospectiva; ficción y no ficción.                                                                                      |
| 1964 | Un breve cuento aparecido en la revista Seventeen | |
| 1966 | A sangre fría                                     | Novela de no ficción; Premio Edgar (1966), por mejor libro de crímenes.                                                             |
| 1968 | El invitado del Día de Acción de Gracias          | Cuento publicado como libro de regalo.                                                                                              |
| 1971 | El gran Gatsby                                    | Guion basado en la novela de F. Scott Fitzgerald, rechazado por Paramount Pictures.                                                 |
| 1973 | Los perros ladran                                 | Colección de artículos de viaje. |
| 1975 | «Mojave» y «La Costa Vasca, 1965»                 | Cuentos de Answered Prayers, publicados en la revista Esquire.                                                                      |
| 1976 | «Unspoiled Monsters» y «Kate McCloud»             | Cuentos de Answered Prayers, publicados en la revista Esquire.                                                                      |
| 1980 | Música para camaleones                            | Colección de trabajos cortos que mezclan ficción y no ficción.                                                                      |
| 1983 | Una Navidad                                       | Cuento navideño publicado como libro de regalo.                                                                                     |
| 1987 | Plegarias atendidas                               | Novela póstuma. |
| 2005 | Crucero de verano                                 | Primera novela que escribió. Rescatada. Apareció en el número del 24-10-2005 de The New Yorker y luego como libro.                  |

### Descubrimiento de la novela juvenil inédita en 2004:Crucero de verano
En 2004, durante una subasta en Sotheby's, reapareció milagrosamente un antiguo manuscrito escrito en 1943. Alan U. Schwartz, abogado y amigo de Truman Capote, relató este descubrimiento:
“Una persona anónima afirmó que su tío había ocupado un apartamento en el sótano del barrio de Brooklyn Heights donde Truman había vivido alrededor de 1950. Según ella, Truman se había ido y luego decidió no regresar. Había pedido al conserje del edificio que vaciara el apartamento y dejara todas sus pertenencias en la acera para que las recogieran los servicios de carretera. Según este testimonio, el tío, avergonzado ante la idea de ver estas cosas tiradas a la basura, había decidido quedárselo todo. Cincuenta años después, cuando dicho tío murió, un miembro de su familia había heredado estos papeles y ahora quería venderlos".
Esta novela juvenil que Truman Capote creía haber destruido se publicó finalmente en octubre de 2005 en Estados Unidos y posteriormente en otros países. Crucero de verano, "pieza faltante de una obra notable", según el crítico Alexandre Fillon, "comedia trágica neoyorquina", según el escritor Charles Dantzig, es una magnífica historia que demuestra que este joven autor de diecinueve años ya tiene un gran dominio de su arte. El argumento es el siguiente: Grady McNeil, una joven despreocupada de la alta burguesía neoyorquina, ve a sus padres partir sin disgusto para un largo viaje a Europa. Su amigo de la infancia, el caprichoso y fiel Peter Bell, le hace compañía. Grady aprovecha esta libertad para experimentar el amor apasionado ese verano con Clyde Manzer, un joven y bastante rudo vigilante de aparcamiento cuya existencia los padres de la joven desconocen.
Los temas de esta novela corta son universales: el amor, la amistad, la dificultad de afrontar las diferencias sociales, el descuido y la necesidad de absolutos de los adolescentes. Sus personajes son entrañables y el dramático desarrollo de la historia proporciona un final abrupto e inesperado. En 2013, los derechos cinematográficos de Summer Crossing habían sido adquiridos por la actriz Scarlett Johansson , quien supuestamente planeaba dirigir la adaptación.

### Publicación de cuentos inéditos en 2015
En 2013, el editor suizo Peter Haag descubrió en la Biblioteca Pública de Nueva York catorce cuentos del joven Truman Capote que nunca habían sido publicados. Estas historias fueron escritas por Capote cuando aún era un adolescente. Fueron publicados en 2015 por la editorial Random House bajo el título The Early Stories of Truman Capote.

## En el cine

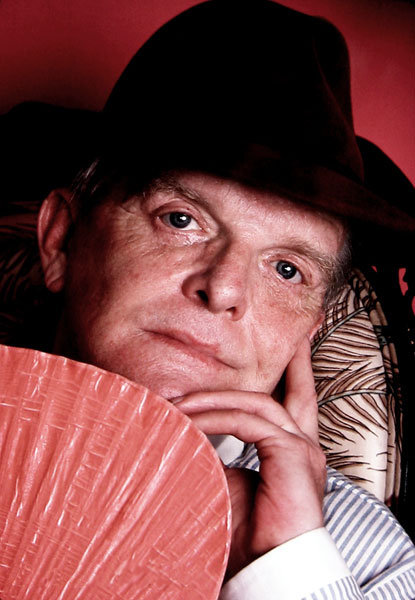
Capote en 1980.

En 2005 se realiza la película Capote, bajo la dirección de Bennet Miller, en la cual se narra el período de su vida transcurrido durante la investigación de su libro A sangre fría, sobre el asesinato de una familia en Kansas, y cómo el escritor desarrolla una estrecha relación con Perry Smith, uno de los asesinos. Philip Seymour Hoffman ganó el premio Óscar por su interpretación de Truman Capote. La película tuvo, además, cuatro nominaciones: Mejor película, Mejor director, Mejor actriz de reparto y Mejor guion adaptado.
En 2006 se estrenó Infamous (en España, bajo el título Historia de un crimen y en Hispanoamérica Infame), donde actúan: Toby Jones, como Capote; Sigourney Weaver, en el papel de Babe Paley y Sandra Bullock como Harper Lee. Se trata de una adaptación de la novela de George Plimpton Capote: In Which Various Friends, Enemies, Acquaintances and Detractors Recall His Turbulent Career (1997). El guionista y director Douglas McGrath ofrece un contraste entre el Capote en Kansas y sus aventuras posteriores en medio de la alta sociedad neoyorquina.
El propio novelista apareció en la pantalla en 1976 junto a Peter Sellers, Alec Guinness, David Niven y Peter Falk en la película de Robert Moore, Murder by Death.